# Yuliya Pankratova
Yuliya Pankratova –en ruso, Юлия Панкратова– es una deportista rusa que compitió en natación sincronizada. Ganó una medalla de oro en el Campeonato Europeo de Natación de 1995, en la prueba de equipo.

## Palmarés internacional
| Campeonato Europeo | Campeonato Europeo | Campeonato Europeo | Campeonato Europeo |
| Año                | Lugar              | Medalla            | Prueba             |
| ------------------ | ------------------ | ------------------ | ------------------ |
| 1995               | Viena (Austria)    | Medalla de oro     | Equipo             |